# سفیداب
سفیدآب از چربی حیوانات (عموما مغز استخوان)و روی یا نقره تولید میشود و قدیمی ترین ماده آرایشی و لایه بردار صنعتی ساخته دست بشر است.سفید آب روی وزنی سبک تر دارد و عموما برای سفید سازی پوست و لایه برداری و سفید اب نقره برای ضد عفونی کردن پوست کاربرد دارد.
تا کنون ماده ای بی خطر تر و قدرت مند تر از سفید آب جهت پاکسازی و گندزدایی پوست شناخته نشده و این ماده سنتی و قدیمی هنوز بسیار سالم تر و کم خطر ترین لایه بردار و روشن کننده پوست به حساب می آید.

## عوارض استفاده
تاکنون به جز حساسیت‌های نادر به چربی‌های حیوانی عوارض سوء برای این محصول گزارش نشده است.

## کاربرد سنّتی
استفاده این فراورده منحصر به هنگام استحمام نیست بلکه در گذشته، به همراه سرخاب، سرمه، حنا، وسمه، زرک و غالیه یکی از ستون‌های هفت‌گانه بَزَک (آرایش سنّتی زنانه در ایران) بوده‌است و به سبب همین همراهی همیشگی، اصطلاح سرخاب ـ سفیداب به فرهنگ عامّه پارسی وارد شد که اشاره به ادوات و لوازم آرایش زنانه دارد و سرخاب ـ سفیداب کردن، به معنای آرایش کردن بانوان به کار می‌رود. البتّه سفیداب در مقام یک فراورده صرفاً آرایشی و فارغ از کاربرد متداول آن یعنی پاک کنندگی، تعریفی مجزّا و اندکی متفاوت دارد که عبارت است از گَرد سفیدی که زنان برای آرایش و سفید کردن بر پوست صورت خود می‌مالند.

## تولید صنعتی
امروزه بر پایه سفیداب، شامپوهایی تولید و در بازار ایران به فروش می‌رسند. امّا این فراورده تا به امروز به همان شیوه سنّتی تولید و عرضه شده و هیچ گونه دگرگونی چه از دید فرمولی و چه از دید کیفیّت عرضه و بسته‌بندی نداشته و از جمله فراورده‌های صنعتی بسیار ابتدایی است که تا حدودی فراموش شده‌است.

## سفیداب قلع
سپیداب اَرزیر یا سفیداب ارزیز یا سپیداب قلع، از رنگ‌های غیرشفاف و حاجب ماوراء است و به‌جایِ رنگ سفید به‌کار می‌رود. این سپیداب در بسیاری از منابع به اشتباه با «سپیداب شیخ» (نام دیگر «سپیداب سرب») یکی انگاشته شده‌است. در کتاب بیان الصناعات، در مورد ساختِ «سفیداب ارزیز» آمده: بستانَد یک وقیه ارزیز و بگدازدش و مثقالی سرمهٔ سوده با وی بیامیزد و چندان رهاش کند که مرده شود. پس بیرونش آرَد و به آب‌نمک وی را بساید وزان‌پس بشویدش، یعنی آب بر وی ریزد و زمانی رهایش کند. چون آب صافی شود، آب را بر وی همی‌ریزد، باری چند همچنین کند تا شسته گردد، و چون خشک شود، بستانَد از وی چندان‌که خواهد، و همچندِ وی ژیوه با وی بیامیزد و هر دو را به هم نیک بساید. پس شیشه‌ای را به گِل حکمت محکم بیَنداید و آن داروی سوده در وی کند و سه شبانروز بر آتش نرم بریانش کند، پس از آن بیرونش آورَد و به آب‌نمک وی را بساید تا سپید و پاکیزه گردد چون خشک شود.